# Biscutella depressa
Biscutella depressa är en korsblommig växtart som beskrevs av Carl Ludwig von Willdenow. Biscutella depressa ingår i släktet Biscutella och familjen korsblommiga växter. Inga underarter finns listade i Catalogue of Life.